# Edigéi

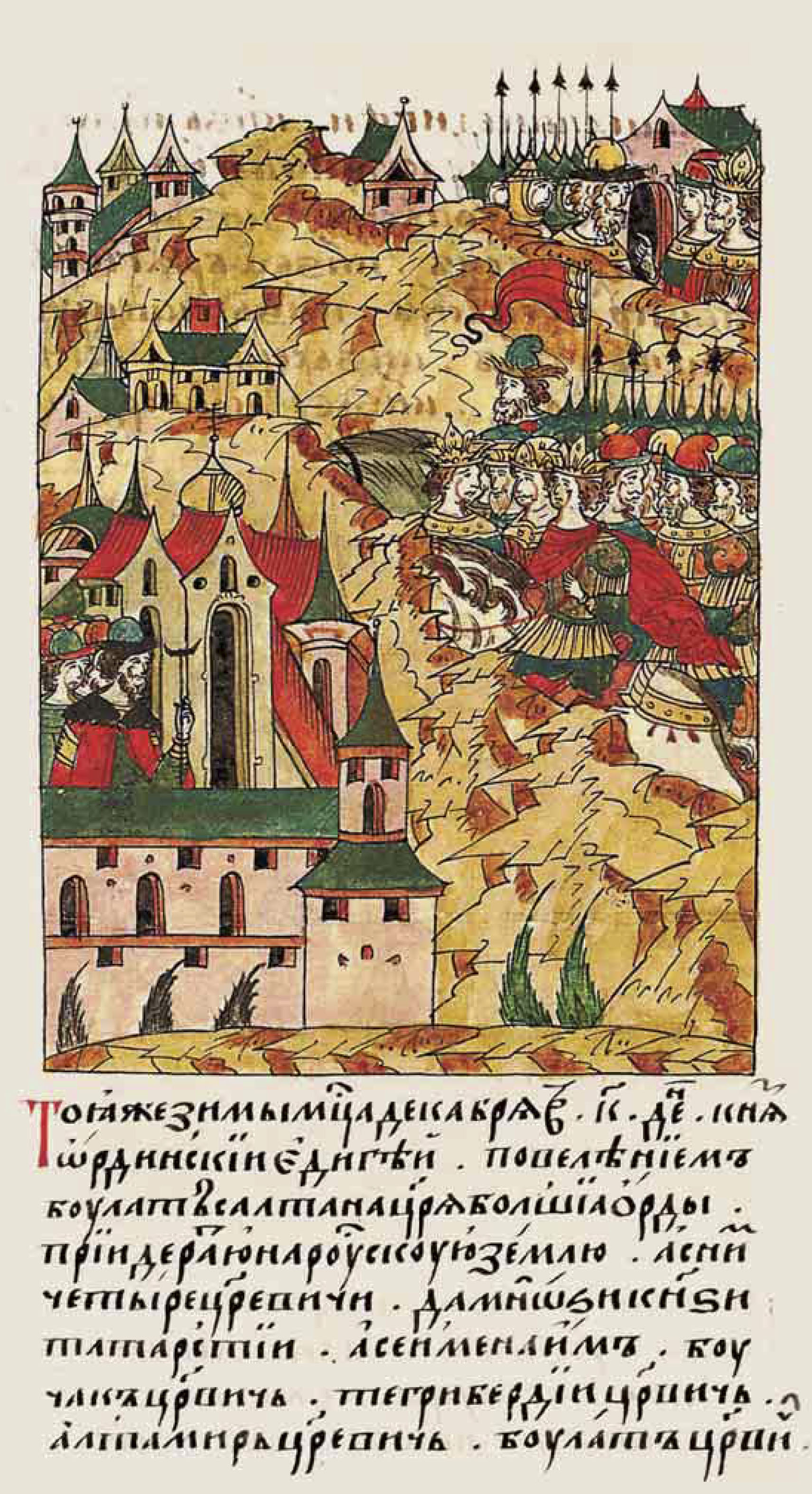
Miniatura medieval que muestra la invasión del Rus por parte de Edigu.

Edigu, Ediguéi, İdegäy o Edege Mangit (1352-1419) fue un emir mongol de la Horda Blanca que fundó una nueva entidad política, que sería llamada Horda de Nogai.
Edigu era de la tribu mangudai crimeana, hijo de Baltychak, un noble mongol que en 1378 había sido derrotado y asesinado por el kan Toqtamish de la Horda de Oro. Ganó fama como exitoso general de Toqtamish y posteriormente volvería sus tropas contra su señor. En 1396 era ya soberano de una gran área que iba desde el río Volga al Ural (en aquel momento llamado río Yaik, la que sería llamada Horda de Nogai.
En 1397, Edigu se alió con Temür Qutlugh y fue nombrado general y comandante en jefe de los ejércitos de la Horda de Oro. En 1399 le infligió una severa derrota a la coalición entre Toqtamish y Vitautas, Gran Duque de Lituania, en la batalla del río Vorskla. A partir de ese momento consiguió unir bajo su gobierno todas las tierras de Jochi por última vez en la historia.
En 1406 consiguió capturar a su viejo enemigo Toqtamish en Siberia y lo mató. Al año siguiente saqueó la Bulgaria del Volga. En 1408, inició una destructiva invasión de Rusia, que no había pagado el tributo que le debía a la Horda durante varias décadas. Edigu quemó Nizhni Nóvgorod, Gorodets, Rostov, y muchas otras ciudades pero no consiguió hacerse con Moscú, aunque sí la quemó.
Dos años después Edigu fue destronado en la Horda de Oro y tuvo que buscar refugio en Corasmia. El Shah Ruj de Herat le expulsó y Edigu tuvo que dirigirse a la ciudad de Sarai, donde en 1419 sería asesinado por uno de los hijos de Toqtamish. La dinastía de Edigu en la Horda de Nogai continuó durante dos siglos, hasta que sus últimos descendientes se desplazaron a Moscú, donde se convertirían a la ortodoxia y serían conocidos como príncipes Urúsov y Yusúpov.